# Big Ten Conference
Pour les articles homonymes, voir Big Ten.
La Big Ten Conference (stylisé B1G, anciennement dénommée Western Conference et Big Nine Conference) est une organisation sportive fondée en 1896 et affiliée à la Division 1 de la NCAA.
La conférence regroupe 18 universités situées dans le Midwest et côte ouest des États-Unis.
Actuellement, 18 disciplines sportives y sont subventionnées dont 14 pratiquées par des équipes féminines et 14 par des équipes masculines.
Cette conférence est la plus ancienne de la NCAA.
Ses équipes de football américain évoluent au sein de la NCAA Division I Football Bowl Subdivision (FBS) (anciennement dénommée Division I-A).
Les universités Johns-Hopkins (pour le Crosse masculin et féminin) et Notre-Dame (pour le hockey sur glace) sont considérées comme membre associés à la Big Ten.

## Sports pratiqués
La Big Ten Conference organise des compétitions sportives sous forme de championnat dans 14 sports tant avec ses équipes masculines qu'avec ses équipes féminines.
| Sports              | Hommes | Femmes |
| ------------------- | ------ | ------ |
| Baseball            | 17     | –      |
| Basketball          | 18     | 18     |
| Cross Country       | 15     | 18     |
| Crosse              | 6      | 9      |
| Hockey sur gazon    | –      | 9      |
| Football américain  | 18     | –      |
| Golf                | 18     | 18     |
| Gymnastique         | 5      | 12     |
| Hockey sur glace    | 7      | –      |
| Aviron              | –      | 11     |
| Football (Soccer)   | 11     | 18     |
| Softball            | –      | 17     |
| Natation & Plongeon | 9      | 14     |
| Tennis              | 14     | 18     |
| Athlétisme en salle | 15     | 17     |
| Athlétisme          | 17     | 17     |
| Volleyball          | –      | 18     |
| Lutte               | 14     | –      |

## Histoire
La conférence est fondée en 1896 à la suite d'une réunion se tenant le 11 janvier 1895 au Palmer House Hotel de Chicago entre James H. Smart, président de l'Université de Purdue, et les représentants des Universités de Chicago, de l'Illinois à Urbana-Champaign, du Michigan, du Minnesota, de Northwestern, et du Wisconsin à Madison. La conférence est officiellement dénommée Intercollegiate Conference of Faculty Representatives.
Elle prend le nom de Big Nine en 1899 après l'adhésion des universités de l'Iowa et de l'Indiana. L'Université du Michigan quitte la conférence en 1908 tandis que celle d'Ohio State l'intègre en 1912.
Le nom de Big Ten est adopté en 1917 après le retour de l'Université du Michigan.
Avec l'arrivée de l'Université de Penn State en 1990, la conférence compte désormais onze membres. Elle ne change néanmoins pas de nom mais le nombre « 11 » apparaît sur le logo de la conférence. Concernant le logo, la conférence utilise les caractères B1G permettant au supporter d'y voir sous un seul mot, les références BIG et 10.
En 2011, l'université du Nebraska-Lincoln rejoint la conférence qui conserve toujours son nom, même si elle compte désormais douze membres. Il en sera de même lorsqu'en 2014 la Big Ten accueille en son sein les universités du Maryland et de Rutgers, passant ainsi à quatorze membres.
L'université Johns Hopkins rejoint également la Big Ten en 2012 mais uniquement pour la compétition masculine de crosse. En 2015, ses équipes féminines de crosse seront également intégrées. L'université Notre-Dame-du-Lac rejoint en 2017 la conférence mais uniquement pour les équipes masculines de hockey sur glace.
Le 30 juin 2022, la Big Ten a annoncé que  l'université de Californie à Los Angeles (UCLA) et l'université de Californie du Sud (USC) quitteraient la Pac-12 Conference pour la Big Ten à compter de l'année universitaire 2024-2025.
Les sports gérés par la conférence sont le baseball, le basket-ball, le cross-country, le hockey sur gazon, le football américain, le golf, la gymnastique, l'athlétisme, l'athlétisme en salle, l'aviron, le football (ou soccer), le softball, la natation et le plongeon, le tennis, le volley-ball, la lutte et le hockey sur glace (à partir de la saison 2013–14).
Les institutions membres de la conférence sont principalement de grandes universités de recherche avec de grandes dotations financières et de solides réputations académiques. Ces universités possèdent un grand nombre d'étudiants, 12 des 14 membres sont fréquentées par au moins 30 000 élèves. Les Universités de Northwestern et de Nebraska–Lincoln (seule université privée membre de la conférence) disposent d'un peu moins de 30 000 étudiants. Globalement, les universités de la conférence enseignent à plus de 520 000 étudiants et comptent environ 5,7 millions d'anciens étudiants en vie. Les universités de la Big Ten consacrent annuellement 10 milliards de dollars dans la recherche. Même si la conférence regroupe depuis environ un siècle des universités originellement situées dans le Midwest des États-Unis, celle-ci s'étend actuellement de l'État du Nebraska jusqu'à l'océan atlantique à l'est.
Depuis 2007, la conférence dispose de sa propre télévision dédiée à ses activités dénommée Big Ten Channel.
En 2011, l'université du Nebraska intègre la conférence laquelle conserve sa dénomination bien qu'elle comporte dès lors 12 universités (tout comme la Big 12 a conservé sa dénomination alors qu'elle ne comportait plus que 10 universités). Les programmes de football américain de la conférence sont répartis dans deux divisions de 6 équipes, la Legends et la Leaders Division. L'université du Maryland et l'université Rutgers quittent respectivement l'ACC et la Big East pour rejoindre la Big Ten qui compte ainsi dès 2014, 14 universités (réparties en 2 divisions de 7 équipes pour le football américain).
En 2024, quatre universités basées sur la côte ouest des États-Unis intègrent la Big Ten à savoir, l'université de l'Oregon, l'université de Californie à Los Angeles (UCLA), l'université de Californie du Sud (USC) et l'université de Washington,,. Ces arrivées impliquent la suppression des deux divisions de la Big Ten au niveau de ses programmes de football américain. La finale de conférence opposant dès 2024, le 1er et le 2e du classement de la conférence après la saison régulière.

## Les membres au fil du temps
Légende :
- UAA = University Athletic Association

## Équipes de football américain
La Big Ten Conference ne comporte plus de divisions depuis la saison 2024 et l'arrivée de quatre nouvelles équipes.

Situation géographique de la conférence.

| - Badgers du Wisconsin - Boilermakers de Purdue - Bruins de l'UCLA - Buckeyes d'Ohio State - Cornhuskers du Nebraska - Ducks de l'Oregon - Fighting Illini de l'Illinois - Golden Gophers du Minnesota - Hawkeyes de l'Iowa - Hoosiers de l'Indiana - Huskies de Washington - Nittany Lions de Penn State - Scarlet Knights de Rutgers - Spartans de Michigan State - Terrapins du Maryland - Trojans de l'USC - Wildcats de Northwestern - Wolverines du Michigan |

## Installations sportives
| Université     | Stade de football américain          | Capacité                             | Salle de basket-ball                 | Capacité                             | Stade de baseball                                                               | Capacité                             | Patinoire                        | Capacité                         |
| -------------- | ------------------------------------ | ------------------------------------ | ------------------------------------ | ------------------------------------ | ------------------------------------------------------------------------------- | ------------------------------------ | -------------------------------- | -------------------------------- |
| Illinois       | Memorial Stadium                     | 60 670                               | State Farm Center                    | 16 618                               | Illinois Field                                                                  | 3 000                                | Pas d'équipe de hockey sur glace | Pas d'équipe de hockey sur glace |
| Indiana        | Memorial Stadium                     | 52 929                               | Simon Skjodt Assembly Hall           | 17 472                               | Bart Kaufman Field                                                              | 2 500                                | Pas d'équipe de hockey sur glace | Pas d'équipe de hockey sur glace |
| Iowa           | Kinnick Stadium                      | 70 585                               | Carver-Hawkeye Arena                 | 15 400                               | Duane Banks Field                                                               | 3 000                                | Pas d'équipe de hockey sur glace | Pas d'équipe de hockey sur glace |
| Maryland       | SECU Stadium                         | 51 802                               | Xfinity Center                       | 17 950                               | Shipley Field                                                                   | 2 500                                | Pas d'équipe de hockey sur glace | Pas d'équipe de hockey sur glace |
| Michigan       | Michigan Stadium                     | 107 601                              | Crisler Center                       | 12 707                               | Ray Fisher Stadium                                                              | 4 000                                | Yost Ice Arena (en)              | 6 337                            |
| Michigan State | Spartan Stadium                      | 75 005                               | Breslin Student Events Center        | 14 797                               | Drayton McLane Baseball Stadium at John H. Kobs Field Cooley Law School Stadium | 2 500 7 527                          | Munn Ice Arena (en)              | 6 470                            |
| Minnesota      | Huntington Bank Stadium              | 50 805                               | Williams Arena                       | 14 625                               | Siebert Field Target Field                                                      | 1 500 39 504                         | Mariucci Arena (en)              | 10 000                           |
| Nebraska       | Memorial Stadium, Lincoln            | 85 458                               | Pinnacle Bank Arena                  | 15 147                               | Hawks Field                                                                     | 8 486                                | Pas d'équipe de hockey sur glace | Pas d'équipe de hockey sur glace |
| Northwestern   | Lanny and Sharon Martin Stadium      | 15 000                               | Welsh-Ryan Arena (en)                | 8 117                                | Rocky Miller Park                                                               | 1 000                                | Pas d'équipe de hockey sur glace | Pas d'équipe de hockey sur glace |
| Ohio State     | Ohio Stadium                         | 102 329                              | Value City Arena                     | 18 809                               | Bill Davis Stadium                                                              | 4 450                                | Value City Arena                 | 17 200                           |
| Oregon         | Autzen Stadium                       | 54 000                               | Matthew Knight Arena (en)            | 12 364                               | PK Park (en)                                                                    | 4 000                                | Pas d'équipe de hockey sur glace | Pas d'équipe de hockey sur glace |
| Penn State     | Beaver Stadium                       | 106 572                              | Bryce Jordan Center                  | 15 261                               | Medlar Field at Lubrano Park                                                    | 5 406                                | Pegula Ice Arena (en)            | 6 000                            |
| Purdue         | Ross-Ade Stadium                     | 62 500                               | Mackey Arena                         | 14 240                               | Alexander Field                                                                 | 1 500-2 500                          | Pas d'équipe de hockey sur glace | Pas d'équipe de hockey sur glace |
| Rutgers        | SHI Stadium                          | 52 454                               | Jersey Mike's Arena                  | 8 000                                | Bainton Field                                                                   | 1 500                                | Pas d'équipe de hockey sur glace | Pas d'équipe de hockey sur glace |
| UCLA           | Rose Bowl                            | 92 542                               | Pauley Pavilion                      | 13 800                               | Jackie Robinson Stadium                                                         | 1 820                                | Pas d'équipe de hockey sur glace | Pas d'équipe de hockey sur glace |
| USC            | Los Angeles Memorial Coliseum        | 77 500                               | Galen Center                         | 10 258                               | Dedeaux Field                                                                   | 2 500                                | Pas d'équipe de hockey sur glace | Pas d'équipe de hockey sur glace |
| Washington     | Husky Stadium                        | 70 083                               | Hec Edmundson Pavilion (en)          | 10 000                               | Husky Ballpark (en)                                                             | 2 200                                | Pas d'équipe de hockey sur glace | Pas d'équipe de hockey sur glace |
| Wisconsin      | Camp Randall Stadium                 | 75 822                               | Kohl Center                          | 17 249                               | Pas d'équipe de baseball                                                        | Pas d'équipe de baseball             | Bob Johnson Rink                 | 15 029                           |
| Notre Dame     | Membre en hockey sur glace seulement | Membre en hockey sur glace seulement | Membre en hockey sur glace seulement | Membre en hockey sur glace seulement | Membre en hockey sur glace seulement                                            | Membre en hockey sur glace seulement | Compton Family Ice Arena (en)    | 5 022                            |

1. ↑  Stade temporaire utilisé pour les saisons 2024 et 2025 après la démolition du Ryan Field original. Un nouveau Ryan Field (35 000 places) ouvrira sur le site du stade d'origine en 2026.

## Palmarès de la conférence en football américain

Ancien logo

### Champions de 1896 à 2010
| - 1896 Wisconsin - 1897 Wisconsin - 1898 Michigan - 1899 Chicago - 1900 Iowa et Minnesota - 1901 Michigan et Wisconsin - 1902 Michigan - 1903 Michigan, Minnesota et Northwestern - 1904 Michigan et Minnesota - 1905 Chicago - 1906 Michigan, Minnesota et Wisconsin - 1907 Chicago - 1908 Chicago - 1909 Minnesota - 1910 Illinois et Minnesota - 1911 Minnesota - 1912 Wisconsin - 1913 Chicago - 1914 Illinois - 1915 Illinois et Minnesota - 1916 Ohio State - 1917 Ohio State - 1918 Illinois, Michigan et Purdue - 1919 Illinois - 1920 Ohio State - 1921 Iowa - 1922 Iowa et Michigan - 1923 Illinois et Michigan - 1924 Chicago - 1925 Michigan - 1926 Michigan et Northwestern - 1927 Illinois et Minnesota - 1928 Illinois - 1929 Purdue - 1930 Michigan et Northwestern - 1931 Michigan, Northwestern et Purdue - 1932 Michigan - 1933 Michigan et Minnesota - 1934 Minnesota - 1935 Minnesota et Ohio State |  | - 1936 Northwestern - 1937 Minnesota - 1938 Minnesota - 1939 Ohio State - 1940 Minnesota - 1941 Minnesota - 1942 Ohio State - 1943 Michigan et Purdue - 1944 Ohio State - 1945 Indiana - 1946 Illinois - 1947 Michigan - 1948 Michigan - 1949 Michigan et Ohio State - 1950 Michigan - 1951 Illinois - 1952 Purdue et Wisconsin - 1953 Illinois et Michigan State - 1954 Ohio State - 1955 Ohio State - 1956 Iowa - 1957 Ohio State - 1958 Iowa - 1959 Wisconsin - 1960 Iowa et Minnesota - 1961 Ohio State - 1962 Wisconsin - 1963 Illinois - 1964 Michigan - 1965 Michigan State - 1966 Michigan State - 1967 Indiana, Minnesota et Purdue - 1968 Ohio State - 1969 Michigan et Ohio State - 1970 Ohio State - 1971 Michigan - 1972 Michigan et Ohio State - 1973 Michigan et Ohio State - 1974 Michigan et Ohio State - 1975 Ohio State |  | - 1976 Michigan et Ohio State - 1977 Michigan et Ohio State - 1978 Michigan et Michigan State - 1979 Ohio State - 1980 Michigan - 1981 Iowa et Ohio State - 1982 Michigan - 1983 Illinois - 1984 Ohio State - 1985 Iowa - 1986 Michigan et Ohio State - 1987 Michigan State - 1988 Michigan - 1989 Michigan - 1990 Illinois, Iowa, Michigan et Michigan State - 1991 Michigan - 1992 Michigan - 1993 Ohio State et Wisconsin - 1994 Penn State - 1995 Northwestern - 1996 Northwestern et Ohio State - 1997 Michigan - 1998 Michigan, Ohio State et Wisconsin - 1999 Wisconsin - 2000 Michigan, Northwestern et Purdue - 2001 Illinois - 2002 Iowa et Ohio State - 2003 Michigan - 2004 Iowa et Michigan - 2005 Ohio State et Penn State - 2006 Ohio State - 2007 Ohio State - 2008 Ohio State et Penn State - 2009 Ohio State - 2010 Michigan State et Wisconsin |

### Champions à partir de la saison 2011
La conférence se composant de 12 universités, le titre de champion de la conférence est déterminé depuis la saison 2011 par une finale de conférence opposant :
- en 2011, 2012 et 2013 les vainqueurs des divisions Legends et Leaders.
- de 2014 à 2023 les vainqueurs des divisions Est et Ouest.
- à partir de 2024, les deux premières équipes du classement de conférence.

| Saison | Division Legends               | Division Legends        | Division Leaders               | Division Leaders       | Lieu                                     | Assistance | MVP                               |
| ------ | ------------------------------ | ----------------------- | ------------------------------ | ---------------------- | ---------------------------------------- | ---------- | --------------------------------- |
| 2011   | #11 Spartans de Michigan State | 39                      | #15 Badgers du Wisconsin       | 42                     | Lucas Oil Stadium, Indianapolis, Indiana | 64 152     | QB Russell Wilson, Wisconsin      |
| 2012   | #14 Cornhuskers du Nebraska    | 31                      | Badgers du Wisconsin           | 70                     | Lucas Oil Stadium, Indianapolis, Indiana | 41 260     | RB Montee Ball, Wisconsin         |
| 2013   | #10 Spartans de Michigan State | 34                      | #2 Buckeyes d'Ohio State       | 24                     | Lucas Oil Stadium, Indianapolis, Indiana | 66 002     | QB Connor Cook, Michigan State    |
| Saison | Division Ouest                 | Division Ouest          | Division Est                   | Division Est           | Lucas Oil Stadium, Indianapolis, Indiana | Assistance | MVP                               |
| 2014   | #11 Badgers du Wisconsin       | 0                       | #6 Buckeyes d'Ohio State       | 59                     | Lucas Oil Stadium, Indianapolis, Indiana | 60 229     | QB Cardale Jones, Ohio State      |
| 2015   | #4 Hawkeyes de l'Iowa          | 13                      | #5 Spartans de Michigan State  | 16                     | Lucas Oil Stadium, Indianapolis, Indiana | 66 985     | QB Connor Cook, Michigan State    |
| 2016   | #6 Badgers du Wisconsin        | 31                      | #8 Nittany Lions de Penn State | 38                     | Lucas Oil Stadium, Indianapolis, Indiana | 65 018     | QB Trace McSorley, Penn State     |
| 2017   | #3 Badgers du Wisconsin        | 21                      | #8 Buckeyes d'Ohio State       | 27                     | Lucas Oil Stadium, Indianapolis, Indiana | 65 886     | RB J. K. Dobbins, Ohio State      |
| 2018   | #21 Wildcats de Northwestern   | 24                      | #6 Buckeyes d'Ohio State       | 45                     | Lucas Oil Stadium, Indianapolis, Indiana | 66 375     | QB Dwayne Haskins, Ohio State     |
| 2019   | #8 Badgers du Wisconsin        | 21                      | #1 Buckeyes d'Ohio State       | 34                     | Lucas Oil Stadium, Indianapolis, Indiana | 66 649     | QB Justin Fields, Ohio State      |
| 2020   | #15 Wildcats de Northwestern   | 10                      | #3 Buckeyes d'Ohio State       | 22                     | Lucas Oil Stadium, Indianapolis, Indiana | 3 178^     | RB Trey Sermon, Ohio State        |
| 2021   | #15 Hawkeyes de l'Iowa         | 3                       | #2 Wolverines du Michigan      | 42                     | Lucas Oil Stadium, Indianapolis, Indiana | 67 183     | DE Aidan Hutchinson, Michigan     |
| 2022   | Boilermakers de Purdue         | 22                      | #2 Wolverines du Michigan      | 43                     | Lucas Oil Stadium, Indianapolis, Indiana | 67 107     | RB Donovan Edwards (en), Michigan |
| 2023   | #18 Hawkeyes de l'Iowa         | 0                       | #2 Wolverines du Michigan      | 26                     | Lucas Oil Stadium, Indianapolis, Indiana | 67 842     | DB Mike Sainristil, Michigan      |
| Saison | 1re en saison régulière        | 1re en saison régulière | 2e en saison régulière         | 2e en saison régulière | Lucas Oil Stadium, Indianapolis, Indiana | Assistance | MVP                               |
| 2024   | #1 Ducks de l'Oregon           |                         | #3 Nittany Lions de Penn State |                        | Lucas Oil Stadium, Indianapolis, Indiana |            |                                   |

# : Classement selon Associated Press (AP).
‡ : En 2012, Wisconsin, bien qu'ayant terminé 3e de la Division Leaders, jouera la finale de conférence à la suite de sanctions prises par la NCAA envers les équipes d'Ohio State et de Penn State.

^ : Participation restreinte en raison du Covid-19.
.

## Palmarès de la conférence en basket-ball masculin
Le basket-ball masculin est pratiqué au sein de la Big Ten depuis 1906 :
- De 1906 à 1997, c'est l'équipe affichant le meilleur ratio victoires/défaites qui fait office de champion.
- Depuis 1998, une finale oppose les deux meilleures formations en saison régulière pour l'attribution du titre de conférence.

| Années | Champions                                     | Scores                                        | Runner-up                                     | MVP                                           | Lieux                                          |
| ------ | --------------------------------------------- | --------------------------------------------- | --------------------------------------------- | --------------------------------------------- | ---------------------------------------------- |
| 1998   | #4 Michigan                                   | 76–67                                         | #3 Purdue                                     | Robert Traylor, Michigan                      | United Center, Chicago                         |
| 1999   | #1 Michigan State                             | 67–50                                         | #11 Illinois                                  | Mateen Cleaves, Michigan State                | United Center, Chicago                         |
| 2000   | 2 Michigan State                              | 76–61                                         | 4 Illinois                                    | Morris Peterson, Michigan State               | United Center, Chicago                         |
| 2001   | 6 Iowa                                        | 63–61                                         | 4 Indiana                                     | Reggie Evans, Iowa                            | United Center, Chicago                         |
| 2002   | 2 Ohio State                                  | 81–64                                         | 9 Iowa                                        | Boban Savovic, Ohio State                     | Conseco Fieldhouse, Indianapolis               |
| 2003   | 2 Illinois                                    | 72–59                                         | #8 Ohio State                                 | Brian Cook, Illinois                          | United Center, Chicago                         |
| 2004   | #2 Wisconsin                                  | 70–53                                         | #1 Illinois                                   | Devin Harris, Wisconsin                       | Conseco Fieldhouse, Indianapolis               |
| 2005   | #1 Illinois                                   | 54–43                                         | #2 Wisconsin                                  | James Augustine, Illinois                     | United Center, Chicago                         |
| 2006   | #2 Iowa                                       | 67–60                                         | #1 Ohio State                                 | Jeff Horner, Iowa                             | Conseco Fieldhouse, Indianapolis               |
| 2007   | #1 Ohio State                                 | 66–49                                         | #2 Wisconsin                                  | Mike Conley Jr., Ohio State                   | United Center, Chicago                         |
| 2008   | #1 Wisconsin                                  | 61–48                                         | #10 Illinois                                  | Marcus Landry, Wisconsin                      | Conseco Fieldhouse, Indianapolis               |
| 2009   | #3 Purdue                                     | 65–61                                         | #5 Ohio State                                 | Robbie Hummel, Purdue                         | Conseco Fieldhouse, Indianapolis               |
| 2010   | #1 Ohio State                                 | 90–61                                         | #6 Minnesota                                  | Evan Turner, Ohio State                       | Conseco Fieldhouse, Indianapolis               |
| 2011   | #1 Ohio State                                 | 71–60                                         | #6 Penn State                                 | Jared Sullinger, Ohio State                   | Conseco Fieldhouse, Indianapolis               |
| 2012   | #1 Michigan State                             | 68–64                                         | #3 Ohio State                                 | Draymond Green, Michigan State                | Conseco Fieldhouse, Indianapolis               |
| 2013   | #2 Ohio State                                 | 50–43                                         | #4 Wisconsin                                  | Aaron Craft, Ohio State                       | United Center, Chicago                         |
| 2014   | #3 Michigan State                             | 69–55                                         | #1 Michigan                                   | Branden Dawson, Michigan State                | Bankers Life Fieldhouse, Indianapolis          |
| 2015   | #1 Wisconsin                                  | 80et69                                        | #3 Michigan State                             | Frank Kaminsky, Wisconsin                     | United Center, Chicago                         |
| 2016   | #2 Michigan State                             | 66–62                                         | #4 Purdue                                     | Denzel Valentine, Michigan State              | Bankers Life Fieldhouse, Indianapolis, Indiana |
| 2017   | #8 Michigan                                   | 71–56                                         | #2 Wisconsin                                  | Derrick Walton Jr., Michigan                  | Verizon Center, Washington, D.C.               |
| 2018   | #5 Michigan                                   | 75–66                                         | #3 Purdue                                     | Moritz Wagner, Michigan                       | Madison Square Garden, New York                |
| 2019   | #5 Michigan State                             | 65-60                                         | #8 Michigan                                   | Cassius Winston, Michigan State               | United Center, Chicago                         |
| 2020   | Annulé à la suite de la pandémie de Covid-19. | Annulé à la suite de la pandémie de Covid-19. | Annulé à la suite de la pandémie de Covid-19. | Annulé à la suite de la pandémie de Covid-19. | Annulé à la suite de la pandémie de Covid-19.  |
| 2021   | #2 Illinois                                   | 91et88                                        | #5 Ohio State                                 | Ayo Dosunmu, Illinois                         | Lucas Oil Stadium, Indianapolis                |
| 2022   | #5 Iowa                                       | 75-66                                         | #3 Purdue                                     | Keegan Murray, Iowa                           | Gainbridge Fieldhouse, Indianapolis            |
| 2023   | #1 Purdue                                     | 67-65                                         | #10 Penn State                                | Zach Edey, Purdue                             | United Center, Chicago                         |
| 2024   | #2 Illinois                                   | 93-87                                         | #5 Wisconsin                                  | Terrence Shannon Jr., Illinois                | Target Center, Minneapolis                     |

Notes :
1. 1 2  Michigan a perdu son titre de la saison 1998 à la suite de sanctions prises par la NCAA.
2. 1 2  Ohio State a perdu son titre de 2002 à la suite de sanctions prises par la NCAA.

## Palmarès de la conférence en basket-ball féminin
Le basket-ball féminin est pratiqué au sein de la Big Ten depuis 1982 :
- De 1983 à 1994, c'est l'équipe affichant le meilleur ratio victoires/défaites qui fait office de champion.

| Années | Championnes    | Scores | Runner-up      | MVP                                | Lieux                                 |
| ------ | -------------- | ------ | -------------- | ---------------------------------- | ------------------------------------- |
| 1995   | Penn State     | 68–63  | Ohio State     | Missy Masley, Penn State           | Hinkle Fieldhouse (en), Indianapolis  |
| 1996   | Penn State     | 71–69  | Purdue         | Angie Potthoff, Penn State         | Hinkle Fieldhouse (en), Indianapolis  |
| 1997   | Iowa           | 63–56  | Illinois       | Angela Hamblin, Iowa               | RCA Dome, Indianapolis                |
| 1998   | Purdue         | 59–49  | Penn State     | Andrea Garner, Penn State          | RCA Dome, Indianapolis                |
| 1999   | Purdue         | 67–50  | #11 Illinois   | Stephanie White, Purdue            | RCA Dome, Indianapolis                |
| 2000   | Purdue         | 71–63  | Penn State     | Helen Darling, Penn State          | Conseco Fieldhouse, Indianapolis      |
| 2001   | Iowa           | 75–70  | Purdue         | Cara Consuegra, Iowa               | Van Andel Arena, Grand Rapida         |
| 2002   | Indiana        | 75–72  | Penn State     | Heather Cassady, Indiana           | Conseco Fieldhouse, Indianapolis      |
| 2003   | Purdue         | 67–65  | Ohio State     | Shereka Wright, Purdue             | Conseco Fieldhouse, Indianapolis      |
| 2004   | Purdue         | 59–58  | Penn State     | Shereka Wright, Purdue             | Conseco Fieldhouse, Indianapolis      |
| 2005   | Michigan State | 55–49  | Minnesota      | Kristin Haynie, Michigan State     | Conseco Fieldhouse, Indianapolis      |
| 2006   | Ohio State     | 63–60  | Purdue         | Brandie Hoskins, Ohio State        | Conseco Fieldhouse, Indianapolis      |
| 2007   | Purdue         | 67–52  | Ohio State     | Katie Gearlds, Purdue              | Conseco Fieldhouse, Indianapolis      |
| 2008   | Purdue         | 58–56  | Illinois       | FahKara Malone, Purdue             | Conseco Fieldhouse, Indianapolis      |
| 2009   | Ohio State     | 67–66  | Purdue         | Jantel Lavender, Ohio State        | Conseco Fieldhouse, Indianapolis      |
| 2010   | Ohio State     | 66–64  | Iowa           | Jantel Lavender, Ohio State        | Conseco Fieldhouse, Indianapolis      |
| 2011   | Ohio State     | 84–70  | Penn State     | Jantel Lavender, Ohio State        | Conseco Fieldhouse, Indianapolis      |
| 2012   | Purdue         | 74–70  | Nebraska       | Brittany Rayburn, Purdue           | Bankers Life Fieldhouse, Indianapolis |
| 2013   | Purdue         | 62–47  | Michigan State | Drey Mingo, Purdue                 | Sears Centre, Hoffman Estates         |
| 2014   | Nebraska       | 72–65  | Iowa           | Rachel Theriot, Nebraska           | Bankers Life Fieldhouse, Indianapolis |
| 2015   | Maryland       | 77-74  | Ohio State     | Lexie Brown, Maryland              | Sears Centre, Hoffman Estates         |
| 2016   | Maryland       | 60-44  | Michigan State | Shatori Walker-Kimbrough, Maryland | Bankers Life Fieldhouse, Indianapolis |
| 2017   | Maryland       | 74–64  | Purdue         | Brionna Jones, Maryland            | Bankers Life Fieldhouse, Indianapolis |
| 2018   | Ohio State     | 79–69  | Maryland       | Kelsey Mitchell, Ohio State        | Bankers Life Fieldhouse, Indianapolis |
| 2019   | Iowa           | 90-76  | Maryland       | Megan Gustafson, Iowa              | Bankers Life Fieldhouse, Indianapolis |
| 2020   | Maryland       | 82-65  | Ohio State     | Ashley Owusu, Maryland             | Bankers Life Fieldhouse, Indianapolis |
| 2021   | Maryland       | 104-84 | Iowa           | Diamond Miller, Maryland           | Bankers Life Fieldhouse, Indianapolis |
| 2022   | Iowa           | 74-67  | Indiana        | Caitlin Clark, Iowa                | Gainbridge Fieldhouse, Indianapolis   |
| 2023   | Iowa           | 105-72 | Ohio State     | Caitlin Clark, Iowa                | Target Center, Minneapolis            |
| 2024   | Iowa           | 94et89 | Nebraska       | Caitlin Clark, Iowa                | Target Center, Minneapolis            |